# Sean Brown
Sean Brown (Oshawa, Ontario, 5. studenog 1976. ) kanadski je profesionalni hokejaš na ledu. Igrao je za Vancouver Canuckse, New Jersey Devilse, Boston Bruins i Edmonton Oilerse. 

## Karijera
Brown je juniorski staž odradio u jednoj od najjačih juniorskih liga na svijetu OHL-u (Ontario Hockey League) za klubove Belleville Bulls i Sarnia Sting. Na draftu 1995. birali su ga pred kraj prve runde kao 24. ukupno, Boston Bruinsi. Nakon toga je uslijedila profesionalna karijera koju je počeo u AHL-u (American Hockey League) u Hamilton Bulldogsima koja mu je kasnije otvorili vrata prema najjačoj hokejaškoj ligi na svijetu, NHL-u. Prije nego što je uopće zaigrao u NHL-u mijenjan je u Edmonton Oilerse za Billa Ranforda. U dresu Oilersa odigrao je šest sezona, od čega je dvije proveo u njihovoj filijali Bulldogsima. 
U ožujku 2002. kao dodatan obrambeni osigurač potpisuje za Boston Bruinse, ali ranim ispadanjem iz doigravanja napustio je Bruinse na kraju sezone. Kao neograničen slobodan igrač potpisao je za New Jersey Devilse. Bio je jedan od najboljih braniča lige, a po broju isključenja predvodio je sve obrambene igrače u ligi. Neko vrijeme je i u njihovoj filijali u AHL-u, Albany River Ratsima. U ožujku 2006. mijenjan je u Vancouver Canuckse u zamjenu za izbor četvrte runde drafta. Za Canuckse nije zaigrao jer je ostatak sezone proveo u njemačkom DEL-u igrajući za DEG Metro Stars. Karijeru je nastavio u Nürnberg Ice Tigersima, a od ožujka 2008. igrao je u austrijskoj EBEL ligi za EC KAC. 

## Vanjske poveznice
- Profil na The Internet Hockey Database